# Rugby 7 femenino en los Juegos del Pacífico 2015
El Rugby 7 femenino en los Juegos del Pacífico 2015 se llevó a cabo del 8 al 10 de julio de 2015 en el Estadio Sir John Guise de Port Moresby y contó con la participación de 7 selecciones de Oceanía, incluyendo por primera vez a Australia.
Fiyi venció a Australia en la final para ganar la medalla de oro.

## Participantes
| - Australia - Fiyi - Nueva Caledonia - Papúa Nueva Guinea | - Samoa - Tahití - Tonga |

## Fase Clasificatoria
| Australia | 6 | 6 | 0 | 0 | 176 | 19  | +157 | 18 |
| Fiyi | 6 | 5 | 0 | 1 | 211 | 26  | +185 | 16 |
| Papúa Nueva Guinea | 6 | 4 | 0 | 2 | 101 | 65  | +36  | 14 |
| Nueva Caledonia | 6 | 2 | 1 | 3 | 70  | 122 | –52  | 11 |
| Tonga | 6 | 2 | 0 | 4 | 75  | 108 | –33  | 10 |
| Samoa | 6 | 1 | 1 | 4 | 57  | 84  | –27  | 9  |
| Tahití | 6 | 0 | 0 | 6 | 0   | 266 | –266 | 6  |
| Los equipos en (Verde) juegan por la medalla de oro. Los equipos en (Morado) juegan por la medalla de bronce. Los equipos en (Púrpura) juegan por el quinto lugar. |   |   |   |   |     |     |      |    |

| Equipo 1           | Resultado | Equipo 2           |
| ------------------ | --------- | ------------------ |
| Fiyi               | 7-26      | Australia          |
| Nueva Caledonia    | 5-33      | Papúa Nueva Guinea |
| Tahití             | 0-35      | Samoa              |
| Australia          | 22-5      | Nueva Caledonia    |
| Samoa              | 0-33      | Fiyi               |
| Papúa Nueva Guinea | 10-7      | Tonga              |
| Tahití             | 0-59      | Australia          |
| Papúa Nueva Guinea | 0-29      | Fiyi               |
| Tonga              | 10-17     | Nueva Caledonia    |
| Australia          | 31-0      | Tonga              |
| Tahití             | 0-45      | Fiyi               |
| Nueva Caledonia    | 5-5       | Samoa              |
| Australia          | 19-7      | Samoa              |
| Tonga              | 0-45      | Fiyi               |
| Papúa Nueva Guinea | 48-0      | Tahití             |
| Australia          | 19-0      | Papúa Nueva Guinea |
| Nueva Caledonia    | 38-0      | Tahití             |
| Tonga              | 17-5      | Samoa              |
| Nueva Caledonia    | 0-52      | Fiyi               |
| Papúa Nueva Guinea | 10-5      | Samoa              |
| Tonga              | 41-0      | Tahití             |

## Fase final

### 5.º Lugar
| Equipo 1 | Resultado | Equipo 2 |
| -------- | --------- | -------- |
| Tonga    | 0-5       | Samoa    |

### Medalla de Bronce
| Equipo 1        | Resultado | Equipo 2           |
| --------------- | --------- | ------------------ |
| Nueva Caledonia | 0-15      | Papúa Nueva Guinea |

### Medalla de Oro
| Equipo 1  | Resultado | Equipo 2 |
| --------- | --------- | -------- |
| Australia | 10-12     | Fiyi     |